# 芯ホルダー

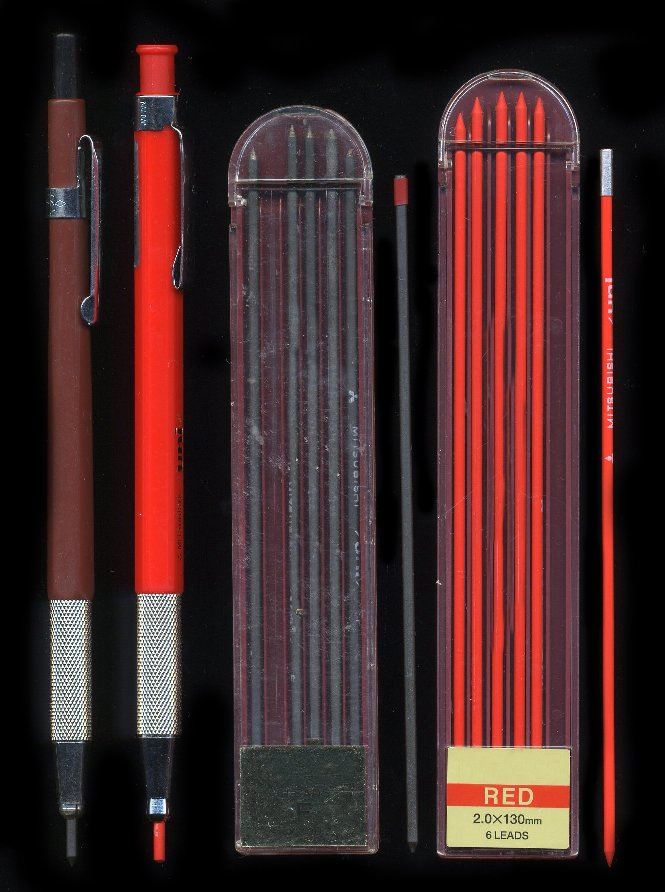
芯ホルダーと芯　左側の二本が芯ホルダー本体、右側にあるのが芯ホルダーで使われる芯

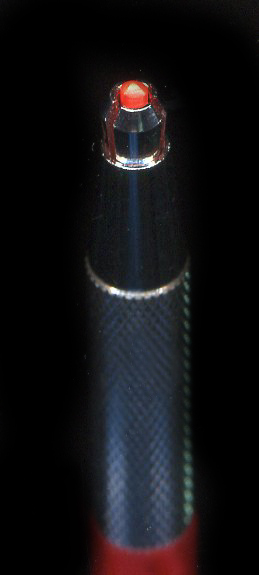
芯ホルダー・先端　3枚のチャックが朱色の芯をくわえ込んでいる

芯ホルダー（しんホルダー）とは、鉛筆芯と同様の芯をくわえ込んで使用する筆記具である。シャープペンシルの一種。
ノック操作で芯を繰り出す一般的なシャープペンシルとは異なり、軸先端に芯をくわえるためのチャック（爪）と呼ばれる機構がついており、ノック操作でチャックを開閉し、手動で芯の位置を調整して用いる。
なお、英語表記ではleadholderとなり、発音は「レッドホルダー」となる。

## 芯について
直径2mmの芯を利用するものが一般的だが、2.5mm、2.8mm、3mm、3.1mm、3.15mm、3.2mm、3.4mm、3.5mm、3.8mm、4mm、4.5mm、5mm、5.5mm、5.6mm等の太い芯を利用するものも存在する。2mm芯を利用するものは製図、デザイン画などに用いられ、3mm以上のものはデッサンなどに用いられる事が多いが、鉛筆のように何本も持ち歩かなくて済むというメリットがあることから、一般用筆記具として愛用する人も多い。一般的なシャープペンシルと異なり、芯径が太いこともあり、筆圧が高い人や弱視の人が使う場合も多い。
芯の先を尖らせたい場合は、カッターナイフややすり、あるいは専用の芯研器を用いる。小型の芯研器を軸尾のキャップに内蔵している芯ホルダー（ロットリング300の2mmや、ステッドラーのマルステクニコなど）もある。
鉛筆やシャープペンシルと同じく、様々な硬度の芯があり、色芯も用いられる。